# Pi Puppis

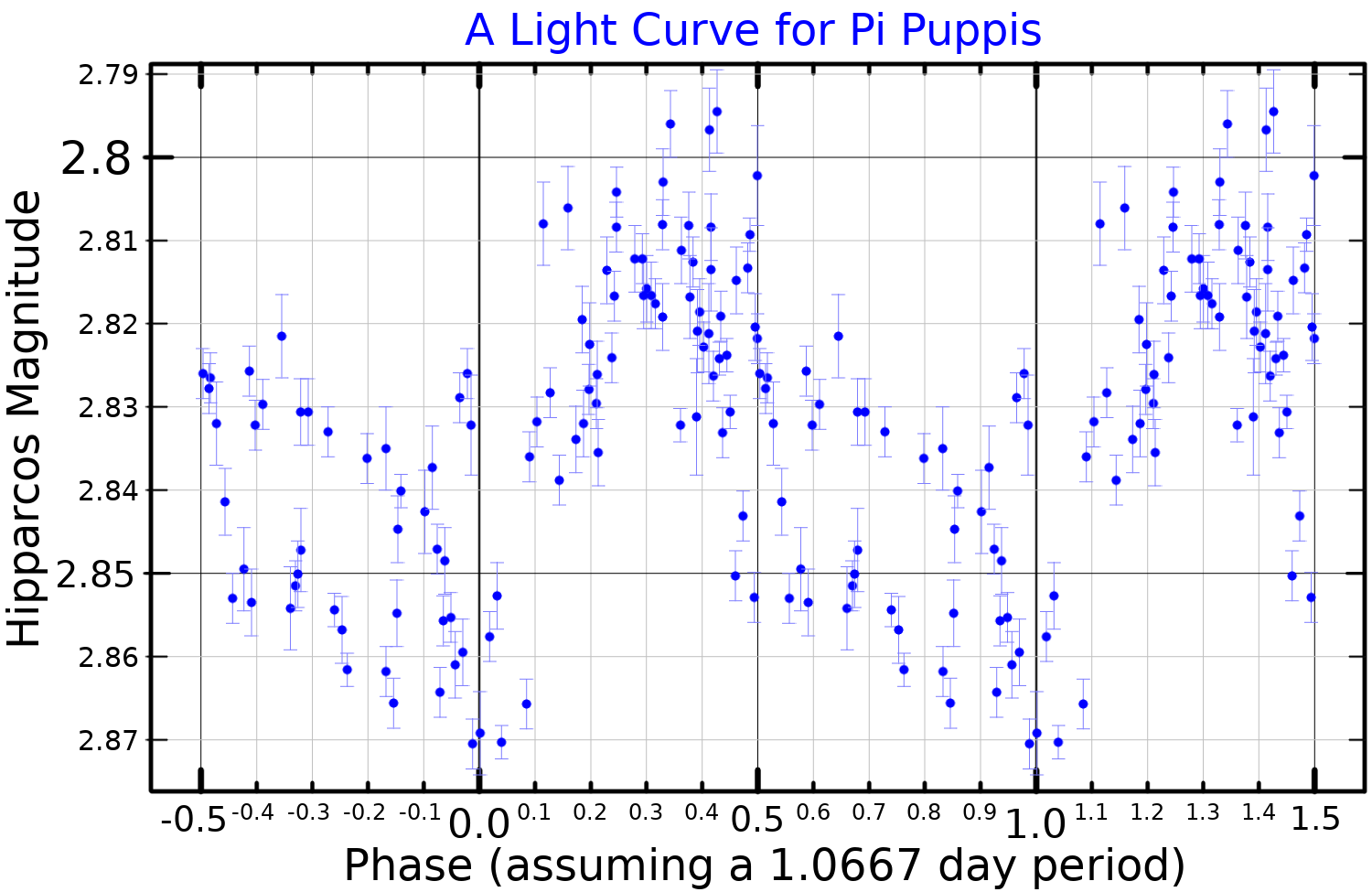
Lichtkromme van Pi Puppis

Pi Puppis is de op een na helderste ster in het sterrenbeeld Achtersteven. De ster is een dubbelstersysteem bestaande uit twee sterren.
Alhoewel Pi Puppis, gezien vanuit de Benelux en tijdens het culmineren ervan, tot slechts twee graden boven de zuidelijke horizon klimt, kunnen alsnog pogingen ondernomen worden om deze ster met behulp van verrekijkers of telescopen op te sporen.